# On (pronom)
On (du latin, homo, l'être humain) est un pronom indéfini neutre qui réfère à une ou plusieurs personnes, sujet de la phrase.
Ce pronom ne s'emploie que pour désigner des êtres humains :
- on peut désigner un sujet indéterminé parce qu'il est inconnu du locuteur, il est alors équivalent à « quelqu'un ». Par exemple, quand une personne à l'intérieur d'une pièce dit « on sonne à la porte », ne sachant pas de qui il s'agit ;
- on peut référer à tout un ensemble de personnes, au sens de « les gens ». Par exemple : « En France, on célèbre la fête nationale le 14 juillet. » ;
- on peut servir de sujet dans des phrases ayant valeur de vérité générale, par exemple dans les proverbes : « Moins on sait, plus on croit. » ;
- dans le registre familier, on est très souvent utilisé pour la première personne du pluriel (au sens de nous). Par exemple, une personne accompagnée d'un groupe pourra dire « On revient dans une heure » au sens de « Nous revenons dans une heure ». on peut également être employé pour désigner la deuxième personne. Par exemple : « Alors, c'est maintenant qu'on arrive ? »

## Usage du mot

### Genre grammatical et accord
Susceptible de désigner plusieurs individus, de sexe masculin ou féminin, on est toujours neutre, et le verbe qui l'accompagne est donc toujours conjugué à la troisième personne du singulier. Cependant, l'adjectif ou participe (passé ou présent) attribut du sujet peut s'accorder lexicalement avec le sujet représenté par « on ». Par exemple, si des personnes féminines discutent entre elles ou sont en majorité dans un groupe, elles peuvent dire « On est partantes pour une sortie ».

### Éviter les hiatus

#### Passage de «on» à «l'on»
Pour des raisons phonétiques et étymologiques on est parfois précédé de « l’ » donnant la forme l’on. Son rôle grammatical n'est pas différent de la forme courante on, mais permet par exemple d'adoucir le hiatus dû à une succession de sons vocaliques. Par exemple, il est correct de dire ou écrire : « Si l'on est en avance, on fera une pause ».

#### Passage de «on» à «-t-on»
Son emploi s'apparente à celui d'un pronom personnel sujet conjoint. Par exemple, il se place couramment à la fin du verbe à la forme interrogative directe : « Parle-t-on français au Maroc ? » L'utilisation du « t » n'est ni grammaticale ni étymologique, il s'agit d'un explétif qui permet d'éviter le hiatus.